# Neuseeländische Cricket-Nationalmannschaft in Pakistan in der Saison 2002
Die Tour der neuseeländischen Cricket-Nationalmannschaft nach Pakistan in der Saison 2002 fand vom 21. April bis zum 8. Mai 2002 statt. Die internationale Cricket-Tour war Teil der internationalen Cricket-Saison 2002 und umfasste zwei Test Matches und drei ODIs. Pakistan gewann die Testserie 1-0 und die ODI-Serie 3-0.

## Vorgeschichte
Für beide Mannschaften war es die erste Tour der Saison. Das letzte Aufeinandertreffen der beiden Mannschaften bei einer Tour fand in der Saison 2000/01 in Neuseeland statt. Ursprünglich war die Tour im September und Oktober 2001 geplant, doch nach den Terroranschlägen des 11. Septembers 2001 in den USA stoppte das neuseeländische Team, sich in Singapur befindend, die Anreise. Zunächst wurden nur die ODIs gestrichen und die im Oktober stattfindenden Tests sollten stattfinden, auch wenn auf Grund der zu erwartenden Angriffe der USA in Afghanistan die Stadionauswahl geändert wurde. Zwei Wochen nach den Anschlägen wurde die Tour in den April 2002 verschoben. Die endgültige Terminierung erfolgte im Februar 2002.

## Stadien
Für die Tour wurden folgende Stadien als Austragungsorte vorgesehen und am 5. Februar 2002 bekanntgegeben.
| Stadion                    | Stadt      | Kapazität | Spiele          |
| -------------------------- | ---------- | --------- | --------------- |
| National Stadium           | Karachi    | 34.228    | 1. ODI; 2. Test |
| Gaddafi Stadium            | Lahore     | 60.000    | 3. ODI; 1. Test |
| Rawalpindi Cricket Stadium | Rawalpindi | 25.000    | 2. ODI          |

## Kader
Pakistan benannte seinen ODI-Kader am 18. April und seinen Test-Kader am 28. April 2002.
| Test | Test | ODI | ODI |
| Pakistan | Neuseeland | Pakistan | Neuseeland |
| --- | --- | --- | --- |
| - Waqar Younis (K) - Abdul Razzaq - Danish Kaneria - Imran Nazir - Inzamam-ul-Haq - Mohammad Yousuf - Rashid Latif (wk) - Saqlain Mushtaq - Shahid Afridi - Shoaib Akhtar - Younis Khan | - Craig McMillan (K) - Stephen Fleming - Chris Harris - Robert Hart (wk) - Matt Horne - Chris Martin - Mark Richardson - Daryl Tuffey - Daniel Vettori - Lou Vincent - Brooke Walker | - Waqar Younis (K) - Abdul Razzaq - Imran Nazir - Inzamam-ul-Haq - Misbah-ul-Haq - Mohammad Sami - Mohammad Yousuf - Rashid Latif (wk) - Saqlain Mushtaq - Shahid Afridi - Shoaib Akhtar - Shoaib Malik - Wasim Akram - Younis Khan | - Stephen Fleming (K) - Andre Adams - Nathan Astle - Ian Butler - Chris Harris - Robert Hart (wk) - Matt Horne - Craig McMillan - Chris Nevin - Jacob Oram - Scott Styris - Daryl Tuffey - Lou Vincent - Brooke Walker |

## One-Day Internationals

### Erstes ODI in Karachi
| 21. April Scorecard | Karachi | Pakistan 275-6 (50)           | – | Neuseeland 122 (30) |
|                     |         | Pakistan gewinnt mit 153 Runs |   |                     |

### Zweites ODI in Rawalpindi
| 24. April Scorecard | Rawalpindi | Neuseeland 277-5 (50)          | – | Pakistan 278-7 (47.1) |
|                     |            | Pakistan gewinnt mit 3 Wickets |   |                       |

### Drittes ODI in Lahore
| 27. April Scorecard | Lahore | Pakistan 278-5 (50)          | – | Neuseeland 212 (45.4) |
|                     |        | Pakistan gewinnt mit 66 Runs |   |                       |

## Test Matches

### Erster Test in Lahore
| 1.–3. Mai Scorecard | Lahore | Pakistan 643 (157.5)                            | – | Neuseeland 73 (30.2) & 246 (76.3) (f/o) |
|                     |        | Pakistan gewinnt mit einem Innings und 324 Runs |   |                                         |

### Zweiter Test in Karachi
| 8.–12. Mai Scorecard | Karachi | Pakistan       | – | Neuseeland |
|                      |         | Spiel abgesagt |   |            |

Das Spiel wurde abgesagt, da zwei Stunden vor dem geplanten Spielbeginn eine Bombe in der Nähe des Hotels der beiden Mannschaften explodierte. Daraufhin flog das neuseeländische Team schnellstmöglich aus Pakistan aus. Für Neuseeland war es der dritte Abbruch einer Tour in Südasien auf Grund eines Bombenanschlages, nachdem in den Saisons 1986/87 und 1992/93 Touren in Sri Lanka abgebrochen werden mussten.

## Statistiken
Die folgenden Cricketstatistiken wurden bei dieser Tour erzielt.
| Tests           | Tests      | Tests   | Tests   | Tests   | Tests   | Tests   | Tests   | Tests   |
| Batting         | Batting    | Batting | Batting | Batting | Batting | Batting | Batting | Batting |
| Spieler         | Mannschaft | Spiele  | Innings | Runs    | Average | HS      | 100s    | 50s     |
| --------------- | ---------- | ------- | ------- | ------- | ------- | ------- | ------- | ------- |
| Inzamam-ul-Haq  | Pakistan   | 1       | 1       | 329     | 329,00  | 329     | 1       | 0       |
| Imran Nazir     | Pakistan   | 1       | 1       | 127     | 127,00  | 127     | 1       | 0       |
| Lou Vincent     | Neuseeland | 1       | 2       | 78      | 39,00   | 57      | 0       | 1       |
| Stephen Fleming | Neuseeland | 1       | 2       | 68      | 34,00   | 66      | 0       | 1       |
| Chris Harris    | Neuseeland | 1       | 2       | 45      | 22,50   | 43      | 0       | 0       |
| Bowling         |            |         |         |         |         |         |         |         |
| Spieler         | Mannschaft | Spiele  | Overs   | Wickets | Average | BBI     | 5W      | 10W     |
| Shoaib Akhtar   | Pakistan   | 1       | 8.2     | 6       | 1,83    | 6/11    | 1       | 0       |
| Danish Kaneria  | Pakistan   | 1       | 38      | 6       | 21,50   | 5/110   | 1       | 0       |
| Saqlain Mushtaq | Pakistan   | 1       | 23.3    | 4       | 14,75   | 2/21    | 0       | 0       |
| Craig McMillan  | Neuseeland | 1       | 18      | 3       | 16,00   | 3/48    | 0       | 0       |
| Abdul Razzaq    | Pakistan   | 1       | 14      | 2       | 23,50   | 2/47    | 0       | 0       |
| Waqar Younis    | Pakistan   | 1       | 19      | 2       | 29,50   | 1/21    | 0       | 0       |
| Daryl Tuffey    | Neuseeland | 1       | 25      | 2       | 47,00   | 2/94    | 0       | 0       |
| Brooke Walker   | Neuseeland | 1       | 14.5    | 2       | 48,50   | 2/97    | 0       | 0       |

| ODIs           | ODIs       | ODIs    | ODIs    | ODIs    | ODIs    | ODIs    | ODIs    | ODIs    |
| Batting        | Batting    | Batting | Batting | Batting | Batting | Batting | Batting | Batting |
| Spieler        | Mannschaft | Spiele  | Innings | Runs    | Average | HS      | 100s    | 50s     |
| -------------- | ---------- | ------- | ------- | ------- | ------- | ------- | ------- | ------- |
| Yousuf Youhana | Pakistan   | 3       | 3       | 181     | 60,33   | 125     | 1       | 1       |
| Craig McMillan | Neuseeland | 3       | 3       | 151     | 50,33   | 105     | 1       | 0       |
| Younis Khan    | Pakistan   | 3       | 3       | 143     | 71,50   | 70      | 0       | 2       |
| Abdul Razzaq   | Pakistan   | 3       | 3       | 138     | 138,00  | 86      | 0       | 1       |
| Shoaib Malik   | Pakistan   | 1       | 1       | 115     | 115,00  | 115     | 1       | 0       |
| Bowling        |            |         |         |         |         |         |         |         |
| Spieler        | Mannschaft | Spiele  | Overs   | Wickets | Average | BBI     | 5W      | 10W     |
| Shoaib Akhtar  | Pakistan   | 3       | 23      | 6       | 15,00   | 6/16    | 1       | 0       |
| Waqar Younis   | Pakistan   | 3       | 21      | 4       | 24,75   | 2/45    | 0       | 0       |
| Daryl Tuffey   | Neuseeland | 3       | 22      | 4       | 28,50   | 2/24    | 0       | 0       |
| Andre Adams    | Neuseeland | 3       | 28      | 4       | 39,00   | 2/57    | 0       | 0       |
| Shoaib Malik   | Pakistan   | 1       | 10      | 3       | 12,33   | 3/37    | 0       | 0       |
| Wasim Akram    | Pakistan   | 2       | 17      | 3       | 28,00   | 2/58    | 0       | 0       |
| Brooke Walker  | Neuseeland | 3       | 22      | 3       | 38,00   | 2/49    | 0       | 0       |

## Player of the Match
Als Player of the Match wurden die folgenden Spieler ausgezeichnet.
| Spiel   | Player of the Match |
| ------- | ------------------- |
| 1. Test | Inzamam-ul-Haq      |
| 1. ODI  | Shoaib Akhtar       |
| 2. ODI  | Abdul Razzaq        |
| 3. ODI  | Shoaib Malik        |